# Xanten
Xanten è una città di 21 502 abitanti della Renania Settentrionale-Vestfalia, in Germania.
Appartiene al distretto governativo (Regierungsbezirk) di Düsseldorf e al circondario (Kreis) di Wesel (targa WES).

## Storia
Durante l'Impero romano fu sede di un accampamento legionario della provincia della Germania inferiore (Castra Vetera), mentre il vicino insediamento civile divenne colonia romana sotto l'imperatore Traiano con il nome di Colonia Ulpia Traiana.
Lo stesso nome della città deriva dal latino ad san(c)tos ("presso Xanten/i santi"), perché la città ospita nell'importante duomo gotico le reliquie dei santi Vittore e Malloso.
Durante la seconda guerra mondiale il suo territorio fu interessato dalle manovre militari canadesi legate alla Operazione Veritable.

## Collegamenti esterni

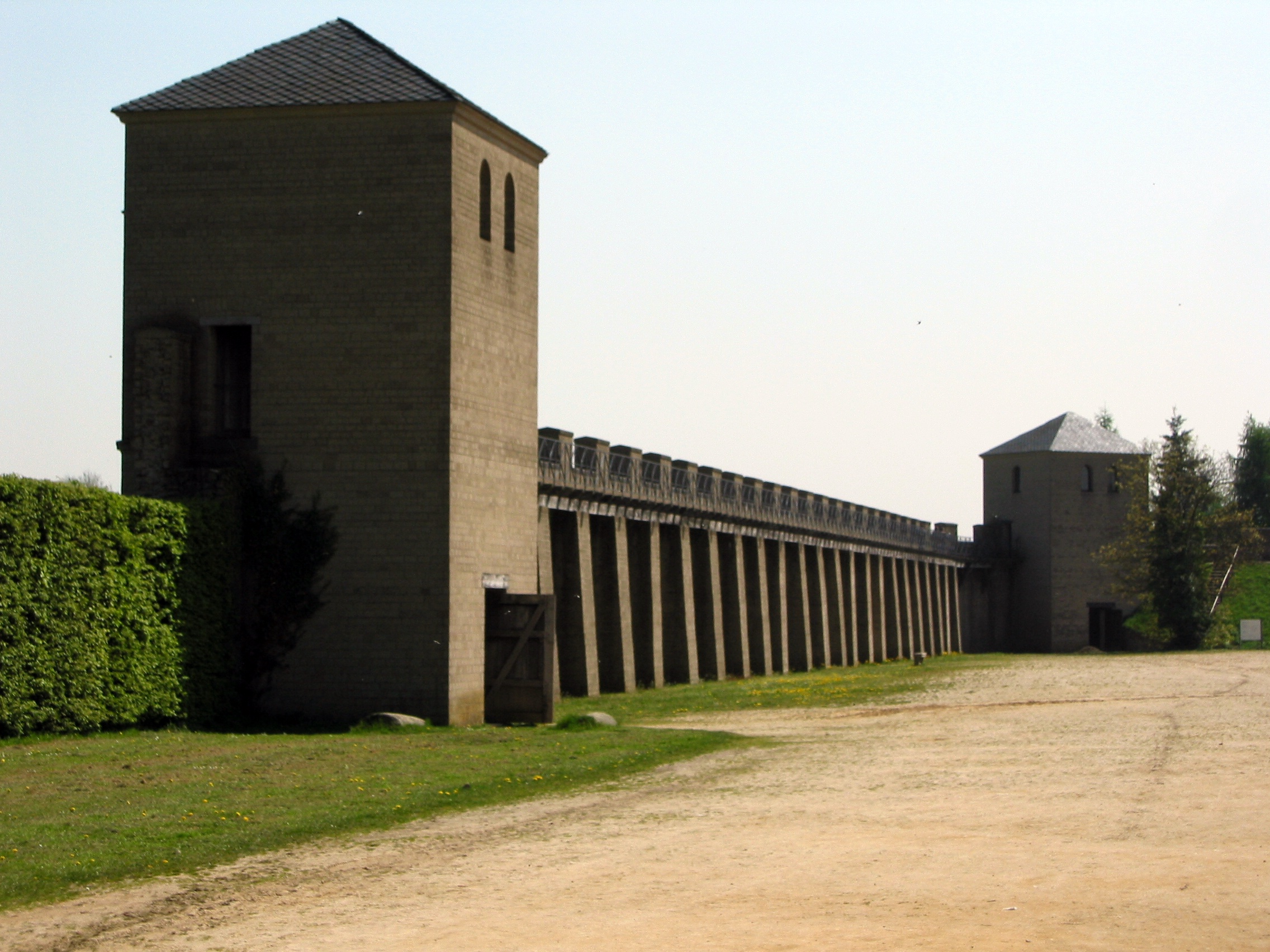
La cinta muraria della città di Colonia Ulpia Traiana, oggi Xanten, fondata da Traiano nella Germania inferiore.